# Georges Lugol
Jules Auguste Georges Lugol est un homme politique français né le 6 février 1864 à Paris, ville où il est mort le 3 juillet 1950.

## Biographie
Georges Lugol naît le 6 février 1864 dans le 3e arrondissement.

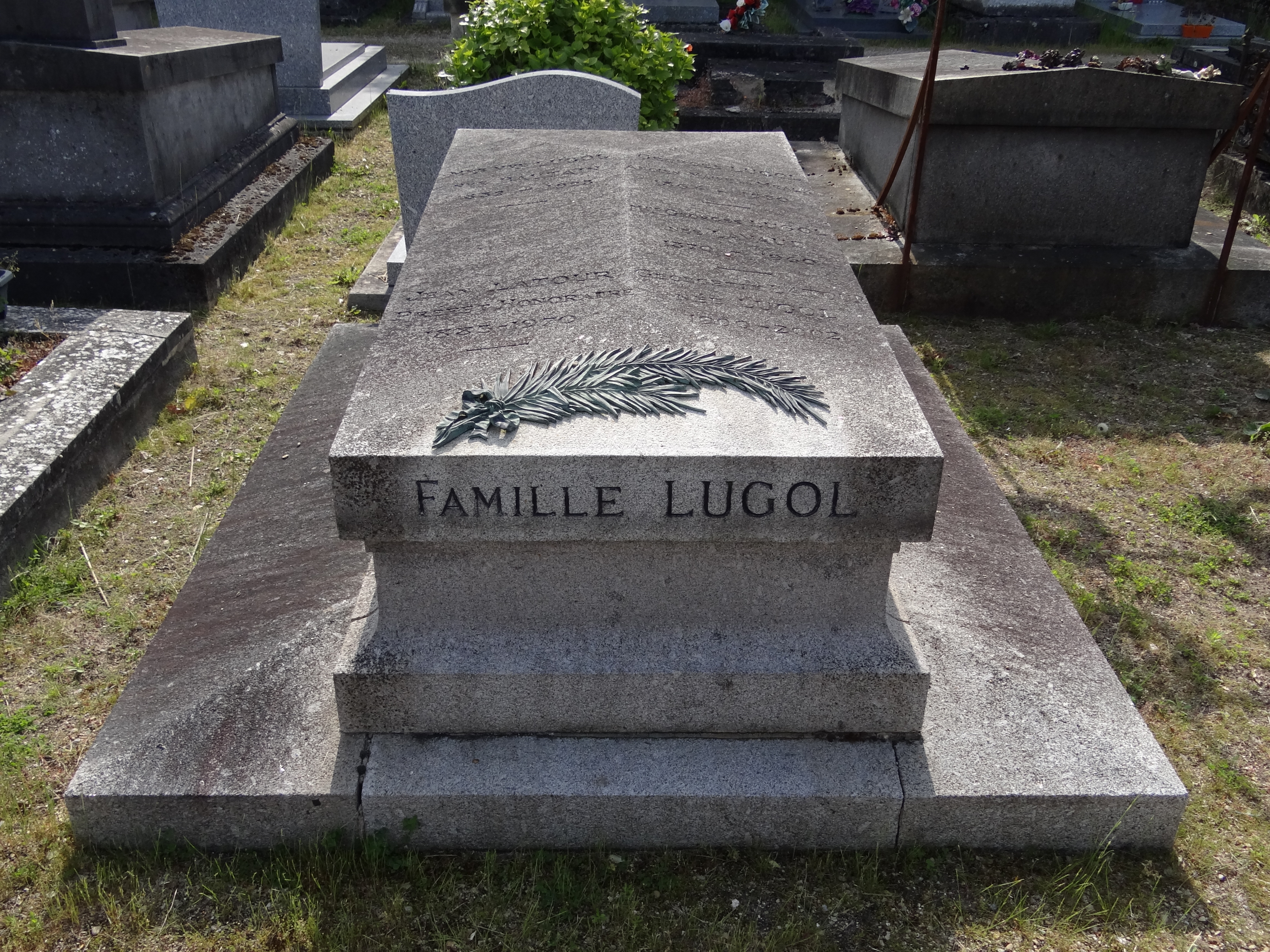
La tombe de Georges Lugol au cimetière ancien de Meaux (Seine-et-Marne).

Il meurt le 3 juillet 1950 en son domicile dans le 8e arrondissement, et est inhumé à l'ancien cimetière de Meaux.
Il a laissé son nom à la « loi Lugol » qu'il a portée après la Première Guerre mondiale pour renforcer les droits des anciens combattants et invalides de guerre et sur laquelle a été construit le Code des pensions militaires d'invalidité et des victimes de guerre.

### Mandats électoraux
- Député Gauche radicale puis Gauche républicaine démocratique de Seine-et-Marne de 1914 à 1924
- Sénateur Gauche démocratique de Seine-et-Marne de 1924 à 1936
- Président du conseil général de Seine-et-Marne entre 1929 et 1932
- Maire de Meaux de 1908 à 1929

### Responsabilités ministérielles
- Sous-secrétaire d'État aux Régions Libérées du 17 janvier 1921 au 15 janvier 1922 dans le gouvernement Aristide Briand (7)